# 吉羅克鄉
45°42′N 21°14′E / 45.700°N 21.233°E
吉羅克鄉（羅馬尼亞語：Comuna Giroc, Timiș），是羅馬尼亞的鄉份，位於該國西部，由蒂米什縣負責管轄，面積51平方公里，海拔高度89米，2002年人口4,725，人口密度每平方公里92人。